# Operación de quiste hidatídico de pulmón
Operación de quiste hidatídico de pulmón, realitzada en 1899 -algunes fonts assenyalen que va poder ser en 1900-, és un film argentí en blanc i negre, sense so, rodat pel camerògraf Eugenio Py, sent la primera pel·lícula en la qual es va filmar una operació quirúrgica, a càrrec del cirurgià Alejandro Posadas.
El camerògraf va utilitzar un "Cronofotógrafo Elgé", desenvolupat per Léon Gaumont. La pel·lícula, de menys de dos minuts de durada, es va extraviar i va ser rescatada abans de la demolició del vell Hospital de Clínicas de la Universitat de Buenos Aires. Ha estat reconegut per les cinemateques de l'Argentina, París i Bèlgica com el primer document fílmic d'una cirurgia en el món.
L'operació va ser realitzada en l'esmentat hospital, al costat d'una finestra per la qual entrava la llum del sol, l'única il·luminació que s'utilitzava en aquesta època.